# 位相群の直和
数学において位相群 G が二つの部分群 H1, H2 の位相的直和 (topological direct sum) であるとは、写像 {\displaystyle {\begin{aligned}H_{1}\times H_{2}&\longrightarrow G\\(h_{1},h_{2})&\longmapsto h_{1}h_{2}\end{aligned}}} が位相群の同型であるときに言う。より一般に、G がその部分群の有限族 Hi (i = 1, …, n) の（位相的）直和であることは、位相群の同型 {\displaystyle {\begin{aligned}\prod _{i=1}^{n}H_{i}&\longrightarrow G\\(h_{i})_{i\in I}&\longmapsto h_{1}h_{2}\cdots h_{n}\end{aligned}}} の存在によって定められる。
注位相群 G がその部分群族 Hi の位相的直和となるならば、G は特に抽象群として（つまり位相を考えない意味で）G の部分群族 Hi の通常の直和ともなっていることに注意すべきである。

## 位相的直和因子
与えられた位相群 G に対し、その部分群 H が G の位相的直和因子 (topological direct summand) であるとは、適当な部分群 K ≤ G を選んで G が部分群 H, K の直和となるようにできることを言う。)
部分群 H が G の位相的直和因子であるための必要十分条件は、位相群の拡大 {\displaystyle 0\to H{\stackrel {i}{{}\to {}}}G{\stackrel {\pi }{{}\to {}}}G/H\to 0} が分裂することである（このとき、H は G から位相的に分裂する (split topologically from G) と言う）。ここに、i は自然な埋め込み、π は自然な射影である。

## 例
- G が単位円 T を部分群として含む局所コンパクトアーベル群であるとき、T は G の位相的直和因子である。同様の主張が実数直線 R に関しても成り立つ[2]。